# Estado Social Bismarckiano
Esse artigo trata do conceito de Estado social (do alemão Sozialstaat) no contexto da cultura política alemã.
Um Estado de bem-estar social é um Estado que, em suas ações, busca integrar a concretização da seguridade e da justiça sociais como objetivos do Estado a fim de garantir a participação de todos nos desenvolvimentos sociais e políticos. A especificidade da totalidade das instituições, medidas de controle e normas do Estado também é característica para se atingir o objetivo de amortecer os riscos de vida e as consequências sociais. O Estado compromete-se a garantir o equilíbrio social da sociedade na legislação e na administração.

## História
Nos tempos antigos e na Idade Média, houve tentativas isoladas por parte do Estado de aliviar as dificuldades materiais de seus cidadãos ou súditos. A ideia por trás disso sempre foi evitar agitação e levantes para garantir estabilidade política.
O estado de bem-estar social se desenvolveu no século 19 como resultado da revolução industrial e do empobrecimento em massa de grandes setores da população. Baseia-se no reconhecimento de que a riqueza é necessária para o exercício dos direitos e que a liberdade não se efetiva para quem não dispõe de um mínimo de riqueza. Portanto, se justifica a redistribuição de riquezas pelos entes estatais, para garantir padrões mínimos de liberdade aos empobrecidos.
A ação social era uma política reguladora voltada para a manutenção da paz social. Por exemplo, as apólices de pensão, saúde e seguro contra acidentes introduzidas na Alemanha pelo chanceler Otto von Bismarck, na década de 1880, tinham o objetivo de afastar a crescente população de trabalhadores industriais de ações revolucionárias.
Em 1894, o advogado austríaco e político liberal de esquerda Julius Ofner utilizou o termo Estado de bem-estar na sua obra: Estudos de Jurisprudência Social, e o associou à democracia e ao Estado de Direito.
Em 1919, após a Primeira Guerra Mundial, foi concedida um benefício social para os deficientes físicos.
Em 1927, foi instituído o seguro-desemprego.
A partir da Segunda Guerra Mundial, os benefícios do estado de bem-estar social em quase todos os países da Europa Ocidental foram expandidos para além da segurança social básica.
O conceito de estado social foi introduzido pelo economista, sociólogo e analista político alemão - considerado conservador - Lorenz von Stein como uma maneira de evitar a revolução comunista. Von Stein postulou que a sociedade deixou de ser uma unidade, devido à existência de classes, que permite aos indivíduos perseguir seus próprios interesses às custas do resto, terminando com estados opressivos ou ditatoriais. Nessas circunstâncias, pode haver uma revolução. Mas essa revolução só levará a uma nova ditadura. A solução é, em sua opinião, um estado social, ou seja um estado para iniciar uma reforma para melhorar a qualidade de vida das classes "inferiores", evitando assim, em suas palavras, "o processo  de classes que procuram ascender socialmente »(der soziale Prozeß der aufsteigenden Klassenbewegung). Esse Estado Social só seria alcançado através de uma "monarquia social".
No entanto, alguns autores, encontram antecedentes anteriores na monarquia prussiana do despotismo esclarecido, começando com Frederico II, o Grande da Prússia. Por exemplo, o "landrecht" de Frederico Guilherme II estabeleceu que o "Estado seria considerado o protetor natural das classes pobres".Para Stein, o Estado deve garantir a liberdade do indivíduo não apenas contra as ameaças de outros indivíduos ou contra os próprios agentes públicos, mas também contra a arbitrariedade dos desenvolvimentos socioeconômicos
Estas tendências atingiram o seu apogeu depois com Otto von Bismarck, que tem sido considerado um monarquista-nacionalista, o último representante do despotismo esclarecido, e, ao mesmo tempo o pai fundador da Alemanha moderna (ver Unificação da Alemanha).
Bismarck introduziu, motivado por um desejo de evitar o aumento da influência dos sociais democratas e dos comunistas (na época ainda não havia tal divisão no movimento operário marxista, apenas separavam-se do ramo anarquista de Bakunin), uma série de reformas que chamou de "cristianismo aplicado".De início extremamente conservador, aristocrata e monarquista, Bismarck lutou contra o crescente movimento social democrata na década de 1880 ao tornar ilegais várias organizações e ao instituir, de forma pragmática, a lei de acidentes de trabalho, o reconhecimento dos sindicatos, o seguro de doença, acidente ou invalidez entre outras, convencido de que só com a ação do estado na resolução destes problemas se poderia fazer frente às novas ideias políticas. Mais tarde, ele se referiu ao projeto como "socialismo de Estado" e observou, profeticamente, que "é possível que todas as nossas políticas desapareçam quando eu morrer, mas o Socialismo de Estado vai perdurar" (Der Staatssozialismus paukt sich durch)
Alguns têm referido o sistema de Bismarck, que durou sem grandes mudanças na Alemanha até o final da Primeira Guerra Mundial como uma "revolução de cima", "reformismo conservador" ou "Conservative Welfare State".

## Ligações Externas
- Sistema de Saúde da Alemanha - O Seguro de Saúde Alemão É Público ou Privado?